# Dīmītrīs Stavropoulos
Dīmītrīs Stavropoulos (in greco Δημήτρης Σταυρόπουλος?; Atene, 1º maggio 1997) è un calciatore greco, difensore dell'Atromītos.

## Carriera
Il 24 agosto 2020 viene acquistato dalla Reggina. Esordisce in Serie B il 28 novembre 2020 nella gara persa per 1-0 in casa del Monza.
Il 5 luglio 2022 firma un contratto biennale con il Warta Poznań.

## Statistiche

### Presenze e reti nei club
Statistiche aggiornate al 25 maggio 2024.
| Stagione            | Squadra             | Campionato          | Campionato | Campionato | Coppe nazionali | Coppe nazionali | Coppe nazionali | Coppe continentali | Coppe continentali | Coppe continentali | Altre coppe | Altre coppe | Altre coppe | Totale | Totale |
| Stagione            | Squadra             | Comp                | Pres       | Reti       | Comp            | Pres            | Reti            | Comp               | Pres               | Reti               | Comp        | Pres        | Reti        | Pres   | Reti   |
| ------------------- | ------------------- | ------------------- | ---------- | ---------- | --------------- | --------------- | --------------- | ------------------ | ------------------ | ------------------ | ----------- | ----------- | ----------- | ------ | ------ |
| 2016-2017           | Paniōnios           | SL                  | 0+1        | 0          | CG              | 1               | 0               | -                  | -                  | -                  | -           | -           | -           | 2      | 0      |
| 2017-2018           | Paniōnios           | SL                  | 10         | 0          | CG              | 6               | 0               | UEL                | 1                  | 0                  | -           | -           | -           | 17     | 0      |
| 2018-2019           | Paniōnios           | SL                  | 17         | 2          | CG              | 6               | 1               | -                  | -                  | -                  | -           | -           | -           | 23     | 3      |
| 2019-2020           | Paniōnios           | SL                  | 31         | 1          | CG              | 3               | 0               | -                  | -                  | -                  | -           | -           | -           | 34     | 1      |
| Totale Paniōnios    | Totale Paniōnios    | Totale Paniōnios    | 58+1       | 3          |                 | 16              | 1               |                    | 1                  | 0                  |             | -           | -           | 76     | 4      |
| 2020-2021           | Reggina             | B                   | 20         | 0          | CI              | 2               | 0               | -                  | -                  | -                  | -           | -           | -           | 22     | 0      |
| 2021-2022           | Reggina             | B                   | 19         | 0          | CI              | 1               | 0               | -                  | -                  | -                  | -           | -           | -           | 20     | 0      |
| Totale Reggina      | Totale Reggina      | Totale Reggina      | 39         | 0          |                 | 3               | 0               |                    | -                  | -                  |             | -           | -           | 42     | 0      |
| 2022-2023           | Warta Poznań        | E                   | 31         | 2          | PP              | 2               | 1               | -                  | -                  | -                  | -           | -           | -           | 33     | 3      |
| 2023-2024           | Warta Poznań        | E                   | 25         | 1          | PP              | 2               | 0               | -                  | -                  | -                  | -           | -           | -           | 27     | 1      |
| Totale Warta Poznań | Totale Warta Poznań | Totale Warta Poznań | 56         | 3          |                 | 4               | 1               |                    | -                  | -                  |             | -           | -           | 60     | 4      |
| Totale carriera     | Totale carriera     | Totale carriera     | 153+1      | 6          |                 | 23              | 2               |                    | 1                  | 0                  |             | -           | -           | 178    | 8      |